# Bartošovce
Bartošovce jsou obec na Slovensku v okrese Bardejov. Žije zde 738 obyvatel.

## Poloha
Bartošovce leží v nadmořské výšce okolo 355 m n. m. v Bartošovské kotlině nedaleko Čergovského pohoří. Sousedí s obcemi Hertník, Janovce, Osikov a Kobyly. Obcí protékají dva potoky – Sekčov a Vieska.

## Dějiny obce
První písemná zmínka o obci pochází z roku 1427. Kvůli úrodní půdě a blízkosti Bardejova se zde usadili statkáři, kteří zde započali chov dobytka a pěstování polnohospodářských plodin a výrobu mouky. Nacházely se zde dva mlýny – Horní a Dolní. Krátce po vzniku obce zde vznikla rovněž papírna. V 17. století zde vznikla cihelna, později známá po celé východní části Rakousko-Uherské říše. Společně s obcí Kurima tvořily Bartošovce až do konce 19. století hlavní centra bardejovského okresu.
Okolo roku 1600 zde byl vybudován římskokatolický kostel Narození Panny Marie, který se ve své podobě i přes mnoho různých oprav (naposledy v roce 2010) dochoval ve své původní podobě.

## Znak obce
V modrém španělském štítě vodorovně položené zlaté tkalcovské brdo.

## Rodáci
- Bratři Václav (1939–2010), Jaroslav (* 1941) a Štefan (* 1947) Jutkovi – prvoligoví fotbalisté